# Sari Anttonen
Sari Anttonen, född 1966, är en finländsk möbelformgivare och designer.
Sari Anttonen har arbetat i en surrealistisk stil inspirerad av Gaetano Pesce. Han vann första pris i en Ikea-tävling 1994. Anttonen har bland att gjort stolserien Tubab 1995 och skåpserien Superheroes 1996. Han driver företaget Reflex Design.